# Max Weinreich
Max Weinreich, původním jménem Meier Lazarevič Veinreich, rusky Мейер Лазаревич Вейнрейх (22. duben 1894, Kuldīga – 29. leden 1969, New York) byl lingvista narozený na území dnešního Lotyšska (tehdy Ruské říše). Pocházel z německy mluvící židovské rodiny a ve 40. letech 20. století se naturalizoval ve Spojených státech amerických. Byl odborníkem na sociolingvistiku a jidiš.

## Život
Vyrůstal v rodině, kde se mluvilo německy. Tradičním jazykem Židů v oblasti Kuronska, kde žil, bylo ovšem jidiš. Velmi brzy se s ním tedy dostal do styku a začal se o něj zajímat.
Vystudoval jazykovědu na univerzitě v Petrohradu a na univerzitě v Marburgu, kde získal roku 1923 doktorát. Jeho dizertační práce byla věnována právě jazyku jidiš ('Geschichte und gegenwärtiger Stand der jiddischen Sprachforschung'). Tuto práci také přepracoval do knihy napsané v jidiš, kterou nazval Štaplen a která pojednávala o historii tohoto jazyka.
Do jidiš mimo jiné překládal Freudovy spisy, krom toho psal řadu článků z nesčetně oblastí, mj. do jidiš časopisu Forward (často pod pseudonymem Sore Brener). Roku 1925 v Berlíně vznikl institut pro studium jidiš (Yidisher Visnshaftlekher Institut) a zřídil ihned pobočku ve Vilniusu. Weinreich se stal její vůdčí postavou, pobočka dokonce nejprve sídlila v jeho bytě. Angažoval se také v židovské sociálnědemokratické politické straně Bund.
Když roku 1939 vypukla válka, byl Weinreich i se svým synem Urielem (budoucím významným lingvistou, autorem díla College Yiddish) v Dánsku. Rozhodli se do Pobaltí již nevracet a odjeli do New Yorku. Weinreich zde vedl pobočku institutu a stal se profesorem jidiš na City College.
Roku 1946 vydal známou knihu Hitler’s Professors, kde se věnoval spolupráci německých vědců s nacisty. Celý zbytek života pak pracoval na čtyřdílném, patnáctisetstránkovém díle Geshikhte fun der yidisher shprakh (Dějiny jazyka jidiš), přičemž půlomové bylo samozřejmě vydání v angličtině roku 1980. Kniha není jen lingvistickou, má široký sociolingvistický záběr, zkoumá vztahy aškenázských Židů k ostatním židovským skupinám, k němčině a Němcům, Slovanům a slovanským jazykům, k hebrejštině, rozdíly mezi židovskou a křesťanskou metaforikou vyplývající z jiných životních podmínek atp.